# Tobias Kunz (Eishockeyspieler)
Tobias Kunz (* 17. Juni 1989 in Freiburg im Breisgau) ist ein ehemaliger deutscher Eishockeyspieler, der zwischen 2006 und 2020 in der ersten Mannschaft des EHC Freiburg spielte, nachdem er beim EHCF schon alle Jugendabteilungen durchlaufen hatte. Er war bis 2020 der dienstälteste Spieler in der Mannschaft des EHC Freiburg und hat in seiner Karriere – mit Ausnahme zweier Spiele als Förderlizenzspieler für die Frankfurt Lions – nie für einen anderen Verein gespielt.

## Karriere
Kunz wurde in der Jugend des EHC Freiburg groß und in der Saison 2006/07 zum ersten Mal in den Kader der ersten Mannschaft, die damals in der Eishockey-Oberliga spielte, berufen. In seiner ersten Saison gelangen ihm in 25 Spielen ein Tor und zwei Vorlagen. Auch in den folgenden Jahren blieb er den Wölfen treu und wechselte auch nach dem Zwangsabstieg seiner Wölfe in die Eishockey-Regionalliga nach der Saison 2010/11 nicht den Verein. Nach einem Jahr in der Regionalliga und drei weiteren in der Oberliga schaffte er mit dem EHCF 2015 den Wiederaufstieg in die zweithöchste deutsche Spielklasse, die DEL2. Dabei konnte er in der Aufstiegssaison 81 Scorerpunkte erzielen und war damit in der Hauptrunde zweitbester Punktesammler seiner Mannschaft. Auch in den darauf folgenden Jahren war er immer ein zuverlässiger Scorer.
2016 war Kunz, nach Ravil Khaidarov, mit 541 Spielen in unterschiedlichen Spielklassen der Spieler mit den zweitmeisten Einsätzen für die erste Mannschaft des EHC Freiburg. Neben seiner Karriere als Eishockeyspieler geht Kunz auch noch einer regulären Berufstätigkeit nach. Im Juni 2020 entschied er sich, seine Karriere als Berufseishockeyspieler nach über 700 Spielen für den Breisgauer Klub zu beenden und sich auf seinen Beruf zu konzentrieren.

## Erfolge und Auszeichnungen
- 2008 Aufstieg in die 2. Eishockey-Bundesliga mit dem EHC Freiburg
- 2012 Aufstieg in die Eishockey-Oberliga mit dem EHC Freiburg
- 2015 Aufstieg in die DEL2 mit dem EHC Freiburg

## Karrierestatistik
(Legende zur Spielerstatistik: Sp oder GP = absolvierte Spiele; T oder G = erzielte Tore; V oder A = erzielte Assists; Pkt oder Pts = erzielte Scorerpunkte; SM oder PIM = erhaltene Strafminuten; +/− = Plus/Minus-Bilanz; PP = erzielte Überzahltore; SH = erzielte Unterzahltore; GW = erzielte Siegtore; 1 Play-downs/Relegation; Kursiv: Statistik nicht vollständig)